# Trial (ciclismo)

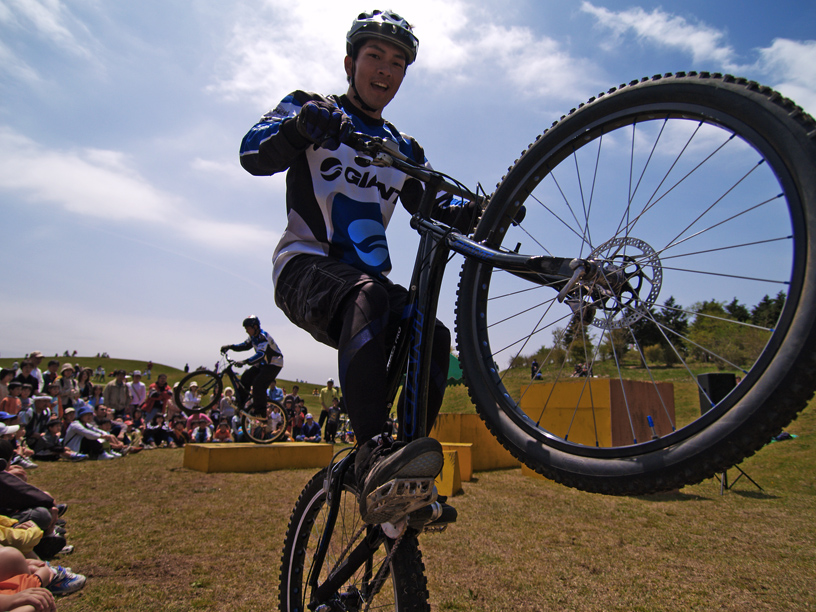
Corredor de trial de bicicleta.

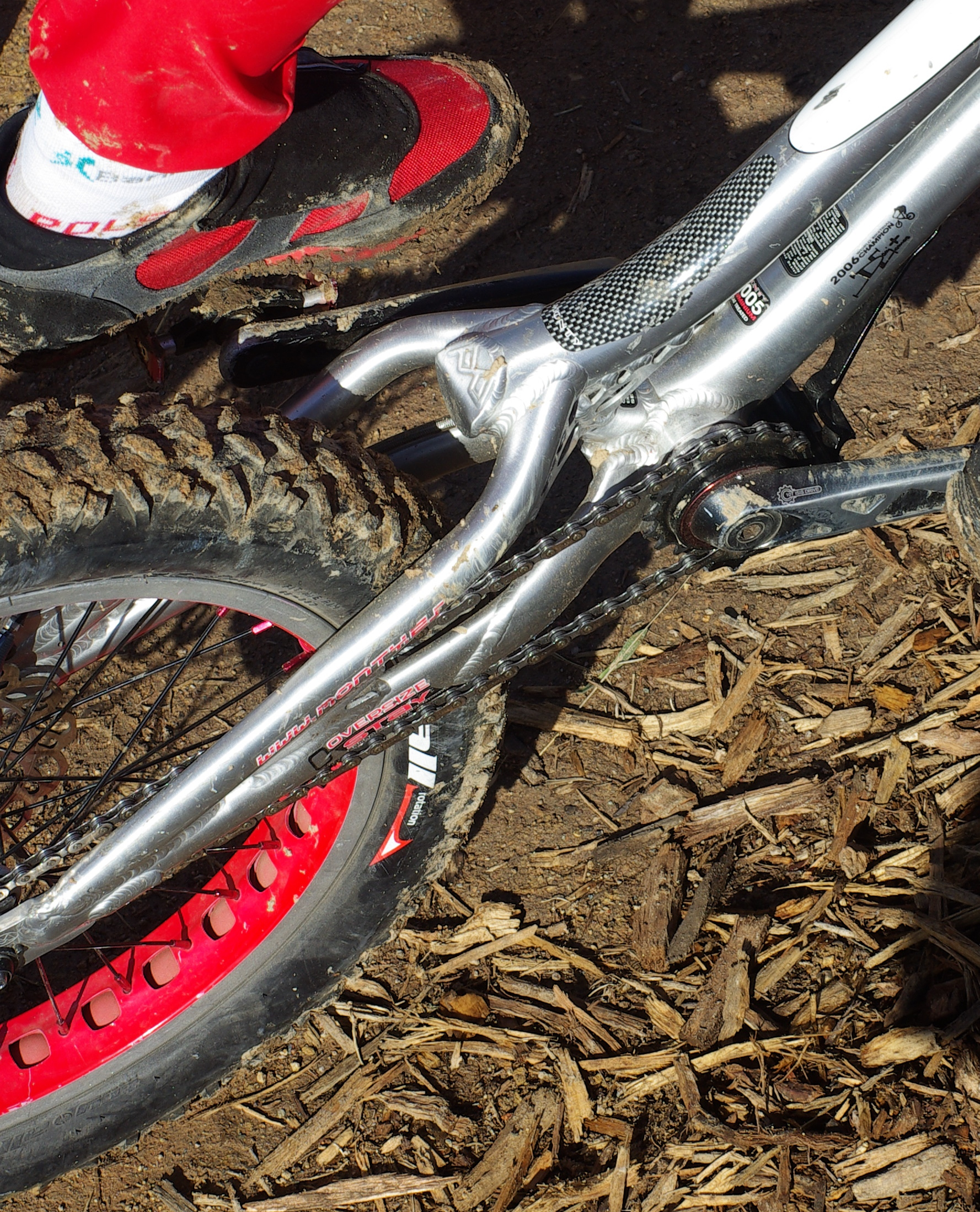
Primer plano de las bielas de bicis de trial. Nótese el plato pequeño.

El trial bici o Bici Trial ("bike trial" en inglés) es una modalidad de ciclismo derivada de los triales de motocicleta. El piloto debe salvar los obstáculos tratando de realizar el mínimo número de apoyos con los pies. Este deporte es originario de España y fue inventado por el padre de Ot Pi—Pedro Pi, primer campeón de España de trial de motocicleta quien, a la postre, fundaría Bicicletas Monty.

## Reglamento
El objetivo principal en un trial es recorrer un número de zonas premarcadas (dos vueltas o tres vueltas de cinco zonas), el ganador es el corredor que acumule la menor cantidad de puntos (pies) al final de la competición.
Actualmente hay dos tipos de reglas oficiales reguladas por la UCI y la Unión Internacional de Biketrial .
El número máximo de puntos/pies que puede ser obtenido en cada sección es 5 y el menor (óptimo) es cero, denominado “limpio”. A su vez la peor puntuación que se puede obtener en una zona es de 5. Esto sucede por acumulación de pies, por sobrepasar el tiempo estipulado para el paso de la zona o bien por caída o apoyo de los dos pies a la vez. En cuanto al apartado del tiempo hay que concretar que exceder el tiempo límite del recorrido tendrá como resultado 5 puntos adicionales (reglas BIU) o un punto adicional cada 15 segundos pasado el límite (reglas UCI).

### UCI
Con las reglas UCI, si cualquier parte de la bicicleta excepto el neumático toca cualquier objeto de la zona, se penaliza con un punto. El reglamento fue cambiado a este formato después de muchas carreras terminadas en un empate, por lo que los corredores debían correr una sección extra.
Al estar un piloto en zona tampoco está permitido sacar la rueda fuera de ella ni aunque esta esté en el aire contándose como fiasco o lo que es lo mismo 5 pies.
La mano del piloto solo puede agarrarse al manillar puesto que si agarra cualquier otra parte de la bicicleta contaría como fiasco.
Anualmente se corre el Campeonato del Mundo de Trial UCI otorgándoles el famoso maillot arco-iris a los vencedores, la Copa del Mundo y los Juegos Mundiales de la Juventud.

### BIU
Las reglas son distintas a las de la UCI, y parte de la bicicleta —el protector o cubre carter así como, bielas y pedales— pueden rozar un objeto sin ser penalizados.

## Diseño de bicicleta

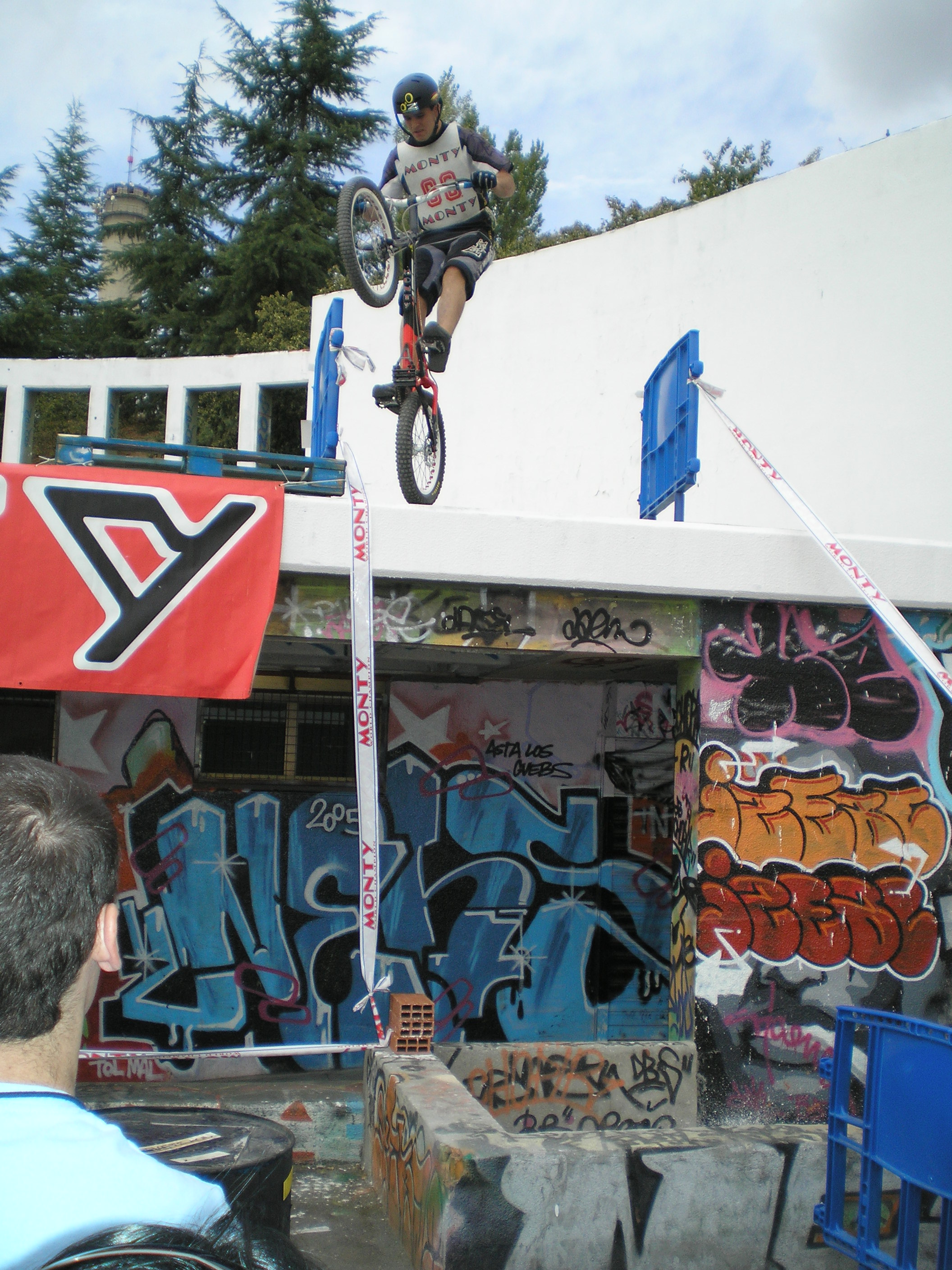
Salto en una competición de trial.

Las bicis de trial son bicicletas muy simples a nivel mecánico ya que no cuentan ni con cambios (antiguamente las 26 si) ni con sillín. Esto se hace buscando la mínima expresión del peso puesto que para pasar la zona con mayor comodidad y menor cansancio es mucho mejor una bici lo más ligera posible. Actualmente se están llegando a pesos realmente increíbles. Cuando este deporte comenzó las bicis pesaban en torno a 14 kilos y ahora ya se disponen de máquinas de incluso menos de 6. Para ello los materiales han evolucionado mucho. El carbono, el titanio e incluso el magnesio son parte activa en todas las bicicletas actuales. Se está iniciando una época que comenzó la marca francesa Koxx introduciendo piezas de carbono en las bicis hace ya unos años. Monty por su parte, ha desarrollado y pronto comercializará la primera bici de la historia del trial completa en carbono (chasis y horquilla). Gomas, radios, frenos todo busca la mínima expresión. Los frenos son la parte quizás más importante de la bici ya que en el trial se necesita una frenada 100% efectiva y precisa. Existen dos tipos de frenos, disco y HS. Los primeros se utilizan sobre todo en 20" y dan una mejor modulación además de requerir un menor cuidado. Los HS por su parte, son más utilizados en 26" y son frenos que frenan sobre la base de la llanta, es decir no son de disco. Ambos tipos de frenos son hidráulicos (su funcionamiento se basa en un circuito cerrado de aceite).
En cuanto a neumáticos, en el trial se trata de que sean ligeros, y sobre todo de que agarren. Se suele utilizar poca presión para conseguir una mayor superficie de adherencia en la zona.
Los valores de la transmisión son más cortos que en la mayoría de las bicicletas, con el fin de conseguir explosividad de una manera rápida y a su vez de quitar gran cantidad de peso. Hay que tener en cuenta que el trial es un deporte de baja velocidad por lo que los desarrollos largos son totalmente inútiles. 

### 20"
La primera bicicleta diseñada específicamente para trial fue construida por Montesa en España, alrededor de 1980, Pedro Pi, un ejecutivo y corredor de Montesa, que se imaginó pasar el trial en moto a la bici dando comienzo así al deporte del trialsin. Pedro en 1983 fue el fundador de Bicicletas Monty, marca que ha sido una de las más importantes del mundo.

### 24"
Bicicletas de tamaño intermedio entre 20” y 26” que reúnen las ventajas de cada una de ellas en una sola bici. La primera bicicleta de Trial de 24” para competición se empezó a fabricar en 2009 por la marca Kabra Bikes, dirigida por Juan de la Peña Catalán (Juanda de la Peña), expiloto Elite 20” UCI. En 2010 la UCI admitió oficialmente la talla de 24 para campeonatos internacionales, adhiriéndose a la ya existente categoría 26”. Actualmente es la talla más utilizada en la disciplina de Street Trials.

### 26"
Es la categoría grande del trial. Antaño pesadas y bastante anti estéticas se han convertido en un referente en este deporte. Su evolución ha sido vertiginosa y en relación de peso están muy cerca de las 20". Este tipo de bici permite un pilotaje totalmente diferente al pilotaje de 20 y superar obstáculos mucho mayores ayudándose de su mayor radio de rueda.

### Pilotos referentes
El trial español ha sido siempre el más importante y el que pilotos más punteros ha tenido. España ha destacado sobre todo en rueda de 20" con leyendas como Ot Pi (12 mundiales) César Cañas (11 mundiales) Benito Ros (10 mundiales) o Dani Comas (8 mundiales) entre otros.
En la actualidad en 26" destacan los pilotos españoles Sergi Llongueras, Pol Tarrés y Abel Mustieles. En 20" destacan Alejandro Montalvo, Ion Areitio, Borja Conejos y Benito Ros.
El futuro se presenta con nuevos nombres en el trial español: Toni Guillén, Antonio Fraile, Daniel Barón, Martí Veyreda que compiten en categoría Junior y los élites Borja Conejos, Alejandro Montalvo, Julen Saenz....
En féminas el futuro es Vera Barón.

## Competición

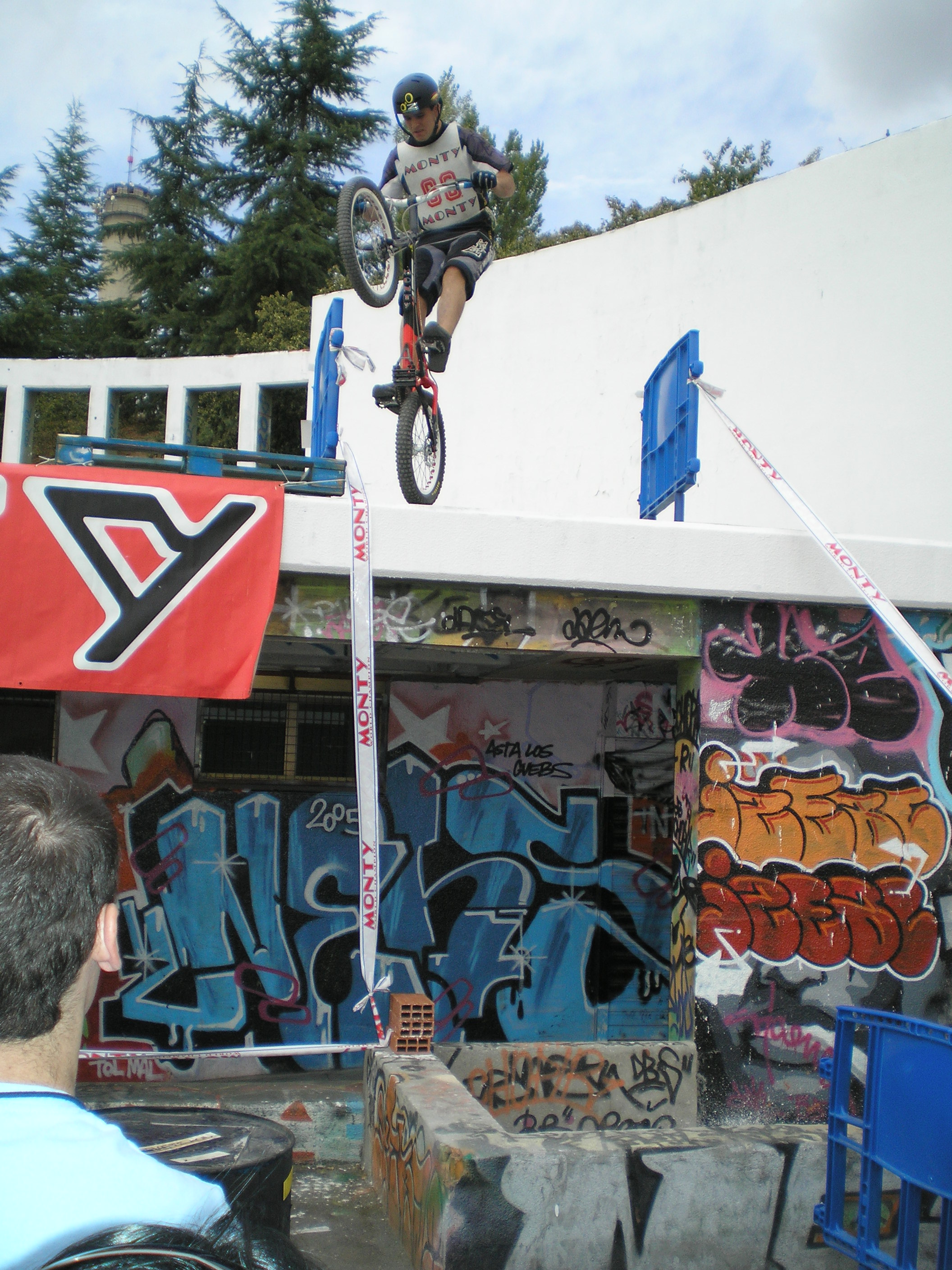
Salto en una competición de trial.

Cada año en España se celebran competiciones de trial en bici tanto a nivel local, regional, nacional e internacional. El más alto nivel de competición en este deporte tiene lugar en las Copas del Mundo de Trial UCI y en el Campeonato del Mundo de Trial UCI.

### Campeonato del Mundo de Trial UCI
El Campeonato del Mundo de Trial UCI se disputa a una sola prueba. En 2021, Borja Conejos se proclamó Campeón del Mundo UCI 20'', Vera Barón hizo lo propio en la categoría femenina y Jack Carthy arrasó en 26''.

### Tutoriales técnicos y webs del sector
- Trial-Bikes.com
- comastrial.com/
- cleantrials.com/

- Datos: Q1763915
- Multimedia: Bicycle trials / Q1763915